# Política regional de la Unión Europea
La política regional de la Unión Europea es la principal política de inversiones regionales y sociales y tiene como objetivo reducir las disparidades socioeconómicas y territoriales que existen entre las regiones de la Unión. Esta política cubre todas las regiones europeas, aunque estas regiones pertenecen a diferentes categorías, dependiendo mayoritariamente de su situación económica.
| Política regional de la UE |
| --- |
| Para conseguir esta convergencia socioeconómica la Unión dispone de varios Fondos Estructurales: - El Fondo Europeo de Desarrollo Regional (FEDER); - El Fondo Social Europeo (FSE); - El Fondo Europeo Agrícola de Desarrollo Rural (FEADER); - El Instrumento Financiero de Orientación Pesquera (IFOP); |
| La Unión Europea, dispone además de una serie de iniciativas reservadas para acciones de carácter innovador, las cuales en origen eran 13, y actualmente tan solo se mantienen cuatro: - El programa Interreg, cuyo objetivo es estimular la cooperación transfronteriza, transnacional e interregional; - El programa LEADER, que se propone fomentar el desarrollo rural; - El programa EQUAL, que prevé el desarrollo de nuevos métodos de lucha contra las discriminaciones y desigualdades de todo tipo para acceder al mercado laboral; - El programa URBAN, que fomenta la revitalización económica y social de las ciudades y de las zonas suburbanas en crisis. |

Más de un tercio del presupuesto de la UE está dedicado a esta política, que persigue eliminar disparidades económicas, sociales y territoriales dentro de la UE, reestructurar las áreas con declive industrial y diversificar las áreas rurales que tienen una agricultura en declive. En hacer esto, la política regional de la UE está orientada en hacer las regiones más competitivas, fomentando el crecimiento económico y la creación de puestos de trabajo. La política también tiene un papel en objetivos más amplios de cara el futuro, incluido el cambio climático, el abastecimiento energético y la globalización.
La ampliación más importante de la UE tuvo lugar en mayo de 2004 con diez nuevos Estados miembros, en su mayoría procedentes de Europa Central u Oriental, seguida por la adhesión de Bulgaria y Rumanía en enero de 2007. La mayoría de estos países eran más pobres en ese momento que los miembros pretéritos y esto significó una reducción de la renta per cápita media de la UE, lo cual hizo que algunas regiones de la anterior UE-15 ya no puedan optar a la ayuda financiera comunitaria, ya que la mayoría de las regiones de los nuevos Estados miembros cumplen los requisitos para recibir dichos fondos.
Estas inversiones contribuyen eventualmente a alcanzar los objetivos de crecimiento inteligente, sostenible e integrador del Pacto Verde Europeo.

## Historia

### Objetivos 2007-2013

Subvencionables bajo objetivo de convergencia
Eliminación gradual de las subvenciones bajo el objetivo de convergencia
Subvencionables bajo objetivo de competitividad regional y empleo
Implantación gradual de las subvenciones bajo objetivo de competitividad regional y empleo.

#### Convergencia
Con diferencia la mayor parte de los fondos de política regional (más del 80%) son dedicados a las regiones incluidas en el objetivo de Convergencia. Este objetivo cubre las regiones más pobres de Europa cuyo PIB per cápita es inferior del 75% de la media de la UE. Esto incluye todas las regiones de los nuevos Estados miembros, la mayor parte del Sur de Italia, Alemania Oriental, Grecia y Portugal, gran parte de España, y algunas partes del Reino Unido.
Con la ampliación de nuevos Estados miembros en 2004 y 2007, la media del PIB per cápita ha descendido. Como resultado, algunas regiones que pertenecían a la Europa de los 15, que solían recibir financiación bajo el objetivo de Convergencia, ahora están por encima del umbral del 75%. Estas regiones ahora reciben un apoyo transitorio en "eliminación progresiva" hasta 2013, en que será eliminado totalmente. Las regiones que recibían fondos por el criterio de Convergencia y que ahora están por encima del umbral del 75% están recibiendo fondos crecientes mediante el objetivo de Competitividad regional y empleo.
El objetivo de Convergencia está dirigido a permitir a las regiones afectadas alcancen a las regiones de la UE más prósperas, mediante la reducción de las disparidades económicas dentro de la Unión Europea. Ejemplos de proyectos financiados bajo estos objetivos incluyen la mejora de infraestructuras básicas, asistencia empresarial, construcción y modernización de plantas de residuos y de tratamiento de aguas, y mejora del acceso a las conexiones de Internet de alta velocidad. Los proyectos de Convergencia regional están apoyados por tres fondos europeos: el Fondo Europeo de Desarrollo Regional (FEDER), el Fondo Social Europeo (FSE) y los Fondos de Cohesión.

#### Competitividad regional y empleo
Este objetivo cubre todas las regiones europeas que no están cubiertas por el objetivo de Convergencia. Con el 16% del presupuesto de política regional de la UE dirigido a este objetivo, su principal finalidad es crear puestos de trabajo mediante la promoción de la competitividad, y en hacer a las regiones más atractivas para las empresas e inversores. Algunos proyectos posibles incluyen el desarrollo de un transporte medio ambientalmente más limpio, el apoyo de centros de investigación, universidades, pequeñas empresas y start-ups, proporcionando formación y creando empleos. Los fondos son gestionados tanto por el FEDER como por el FSE.

##### Áreas subvencionadas en este período
- Austria – Carintia, Baja Austria, Salzburgo, Estiria, Tirol, Alta Austria, Viena, Vorarlberg
- Bélgica – Todo Flandes, Lieja, Luxemburgo, Namur, Brabante Valón
- República Checa – Praga
- Dinamarca – toda
- Finlandia – Åland, Etelä-Suomi, Länsi-Suomi, Pohjois-Suomi
- Francia – toda la Francia metropolitana incluida Córcega
- Alemania – Baden-Württemberg, Baviera, Berlín, Bremen, Hamburgo, Hesse, Baja Sajonia – Braunschweig, Hannover y Weser-Ems, Renania del Norte-Westfalia, Renania-Palatinado, Saarland, Schleswig-Holstein
- Hungría – Közép-Magyarország
- Irlanda – Oriental, Meridional
- Italia – Abruzzo, Emilia-Romaña, Friuli-Venezia Giulia, Lazio, Liguria, Lombardía, Marcas, Molise, Piamonte, Tirol del Sur Trentino, Toscana, Umbría, Valle d'Aosta, Véneto
- Luxemburgo – todo
- Países Bajos – todo
- Portugal – región de Lisboa
- Eslovaquia – Bratislava
- España – Aragón, Islas Baleares, País Vasco, Cantabria, Cataluña, La Rioja, Comunidad de Madrid, Navarra
- Suecia – toda
- Reino Unido – Cardiff, Cheshire, Cumbria, Devon, Dorset, Escocia Oriental, East Midlands, Este de Inglaterra, Yorkshire Oriental (inc. North Lincolnshire), Flintshire, Gibraltar, Gloucestershire, Gran Londres, Gran Mánchester, Lancashire, Monmouthshire, Newport, Nordeste de Inglaterra, Nordeste de Escocia, Irlanda del Norte, Yorkshire del norte, Powys, Somerset, Sureste de Inglaterra, Suroeste de Escocia, Vale of Glamorgan, West Midlands, Yorkshire Occidental, Wiltshire, Wrexham

#### Cooperación territorial europea
Este objetivo está dirigido a reducir la importancia de las fronteras dentro de Europa —tanto entre como dentro de los países— mediante la mejora de la cooperación regional. Esto permite tres tipos diferentes de cooperación: fronteriza, transnacional e interregional. Este objetivo es con diferencia el menos importante en términos puramente financieros, representando solamente el 2,5% del presupuesto para política regional de la UE. Está financiado exclusivamente mediante el FEDER.

### Objetivos 2014-2020
El 17 de diciembre de 2013 se aprobó el paquete de leyes para la política regional durante el periodo 2014-2020.
En este nuevo período de programación de la Política de Cohesión, renombró los tan conocidos Fondos Estructurales como Fondos Estructurales y de Inversión Europeos (Fondos EEI) colocando bajo esta denominación a los siguientes fondos:
- Fondo Europeo de Desarrollo Regional (FEDER)[13]
- Fondo Social Europeo (FSE)[14]
- Fondo de Cohesión (FC)[15]
- Fondo Europeo Agrícola de Desarrollo Rural (Feader)[16]
- Fondo Europeo Marítimo y de Pesca (FEMP)[17]

Dado que estos fondos contribuyen a la Estrategia 2020 para un crecimiento inteligente, sostenible e integrador, deben centrarse en las prioridades especificadas en la estrategia, siendo las principales: 
- Investigación e innovación,
- Tecnologías de la información y la comunicación (TIC),
- Apoyo a pequeñas y medianas empresas (PyMEs).
- promoción de una Economía de bajo carbono.

Todos estos fondos son gestionados conjuntamente entre la Comisión Europea y los países miembros a través de los denominados Acuerdos de Asociación. Los acuerdos de asociación desembocan en una serie de programas operativos que canalizan la financiación bien directamente a las diferentes regiones o bien a través de programas plurirregionales. 
Estos objetivos reemplazan a los del periodo previo 2007-2013: "Convergencia", "Competitividad regional y empleo", y "Cooperación territorial europea"; que a su vez reemplazaron a los "Objetivos 1,2 y 3" del periodo 2000-2006.